# Kesswil
Kesswil este o comună în cantonul Thurgau, Elveția. 